# Relations entre l'Arménie et l'Irak
Les relations entre l'Arménie et l'Irak désignent les liens, échanges, confrontations, collaborations et rencontres, d’ordre économique, diplomatique, et culturel, qu’ont entretenus hier et entretiennent aujourd’hui l'Arménie et l'Irak.
Des relations bilatérales existent entre l'Arménie et l'Irak. L'Arménie possède une ambassade à Bagdad et l'Irak en possède une à Erevan.

## Historique
L'Arménie et l'Irak ont une relation profondément historique, en raison d'une connexion et d'une proximité anciennes. Le lien culturel entre l'Arménie et l'Irak est daté de l'Arménie antique et des sumériens, qui habitent la Mésopotamie. Les relations s'élargissent encore lorsque les arméniens commencent à se déplacer et à habiter en Mésopotamie, ce qui contribue à une communauté arménienne ancienne et de longue date en Irak, où la communauté réussit à prospérer à différentes époques. Le Royaume d'Arménie entretient des relations étendues avec le peuple mésopotamien.
On pense que la racine des arméniens vient de la Mésopotamie, qui se trouve dans l'Irak d'aujourd'hui.
Au moment du génocide arménien, l'Irak fait partie de l'Empire ottoman. De nombreux arméniens sont déportés de force, expulsés et massacrés par l'armée ottomane, de nombreux arméniens trouvent alors refuge en Irak et au Kurdistan irakien,. De nombreux arabes locaux offrent des abris et des refuges aux arméniens qui survivent ainsi à la période difficile. Après la conquête de l'Arménie par l'Union soviétique, les relations de l'Arménie avec l'Irak passent aux Soviétiques jusqu'en 1991.

## Relations officielles
L'Arménie et l'Irak établissent des relations lorsque l'Arménie déclare son indépendance de l'Union soviétique en 1992. L'Arménie ouvre une ambassade à Bagdad en 2000 et l'Irak ouvre la sienne à Erevan un an plus tard. L'Arménie elle-même s'oppose à la guerre en Irak, mais envoie des troupes pour aider la mission américaine dans le pays,.
L'Irak est l'un des partenaires commerciaux les plus importants de l'Arménie. En 2016, le commerce entre ces deux pays s'élève à plus de 140 millions de dollars. En 2016, le commerce entre l'Arménie et l'Irak augmente de 30%.
En février 2021, le vice-ministre arménien des affaires étrangères Artak Apitonyan et son homologue irakien Nizar Kheyrallah se rencontrent à Bagdad, et signent un accord permettant l’entrée sans visa du personnel diplomatique, ainsi qu’un protocole d’accord sur les consultations politiques entre les deux pays Lors de sa visite en Irak, Artak Apitonyan rencontre également le ministre irakien de l’agriculture Mohammed al-Khafaji. le président de la Commission intergouvernementale Arménienne-Irakienne Rehan Hanna Ayoubi, et le Primat du Diocèse apostolique arménien en Irak, l’Archevêque Avak Assadourian.

### Génocide arménien
Des tensions sporadiques entre l'Irak et la Turquie, l'ennemi juré de l'Arménie, poussent à plusieurs reprises les dirigeants irakiens à dénoncer la Turquie et à chercher à reconnaître le génocide arménien.
La direction du Kurdistan irakien condamne largement les atrocités et présente ses excuses au nom du peuple kurde pour le génocide,,,,. En 2017, la communauté arménienne du Kurdistan irakien salut le référendum et les résultats au Kurdistan irakien tout en commentant le soutien kurde aux arméniens pendant le génocide.
En 2019, Cheikh Yousif Al-Nasri, membre du Comité permanent suprême pour la coexistence et la paix communautaire du gouvernement irakien, ainsi que la délégation d'ecclésiastiques, appellent à la reconnaissance du génocide arménien.

### Conflit du Karabagh
Les combattants kurdes d'Irak auraient rejoint le conflit du Haut-Karabagh en 2020, où les forces armées arméniennes se sont affrontées avec les forces armées azerbaïdjanaises dans la région.